# Matt Doherty
Matthew James ("Matt") Doherty (Dublin, 16 januari 1992) is een Iers voetballer die doorgaans speelt als rechtsback. In juli 2023 verruilde hij Atlético Madrid voor Wolverhampton Wanderers. Doherty maakte in 2018 zijn debuut in het Iers voetbalelftal.

## Clubcarrière
Doherty speelde in de jeugd van Home Farm, Belvedere en Bohemians. Met die laatste club speelde hij in de zomer van 2010 een oefenwedstrijd tegen Wolverhampton Wanderers. Die club was genoeg overtuigd om hem diezelfde transferperiode nog over te nemen voor circa vijfentwintigduizend euro. Hij debuteerde voor zijn nieuwe club op 8 januari 2011 in de FA Cup tegen Doncaster Rovers (2–2). Zijn competitiedebuut in het eerste elftal maakte de rechtsback op 24 september 2011, toen met 2–1 verloren werd van Liverpool. Wolves-verdediger Roger Johnson maakte een eigen doelpunt en Luis Suárez verdubbelde de voorsprong. De tegentreffer kwam van Steven Fletcher. Doherty begon op de reservebank en mocht van coach Mick McCarthy in de rust invallen voor Richard Stearman.
In januari 2012 huurde Hibernian de Ierse verdediger voor het restant van het seizoen. Hiervoor maakte Doherty op 11 februari 2012 zijn debuut, tegen Aberdeen in de Scottish Premier League (0–0). Op 22 februari 2012 maakte hij zijn eerste professionele doelpunt, in dezelfde competitie tegen Motherwell. Toch werd de wedstrijd met 4–3 verloren. Na zijn terugkeer bij Wolverhampton Wanderers werd Doherty opnieuw voor een half seizoen verhuurd, ditmaal aan Bury, destijds spelen in de League One. Hij miste geen minuut voor Bury en debuteerde op 6 oktober 2012 tegen Swindon Town. Tweemaal was Doherty trefzeker voor Bury, in de competitiewedstrijd tegen Shrewsbury Town en in het FA Cup-duel met Southend United. Beide wedstrijden eindigden in een gelijkspel.
Na zijn terugkeer bij Wolverhampton Wanderers speelde Doherty steeds vaker een vaste rol in het eerste elftal. Op 9 maart 2013 was hij voor het eerst trefzeker in het shirt van de Wolves, in de competitiewedstrijd tegen Notingham Forest. Wolverhampton verloor de wedstrijd echter met 3–2 In het seizoen 2012/13 degradeerde Wolverhampton naar de League One, maar binnen één jaar keerde de club met een kampioenschap weer terug in het Championship. Na vier seizoenen werd de club opnieuw kampioen, waardoor Wolverhampton het seizoen 2018/19 uit ging komen in de Premier League. Doherty speelde zijn eerste Premier League-wedstrijd op 11 augustus 2018 tegen Everton. Op 6 oktober 2018 scoorde hij voor het eerst op het hoogste niveau van Engeland. Zijn doelpunt tegen Crystal Palace was de enige van de wedstrijd. Na de winterstop kreeg Doherty een nieuwe verbintenis, tot medio 2023. In de FA Cup bereikte Wolverhampton de halve finale, waarin het na verlenging uitgeschakeld werd door Watford. Doherty kreeg in deze halve finale het openingsdoelpunt achter zijn naam, wat zijn vierde doelpunt in deze competitie werd. Hiermee eindigde de verdediger op een gedeelde derde plaats in de topscorerslijst van de FA Cup 2018/19. In de Premier League eindigde Wolverhampton op een zevende plaats, waardoor de Wolves in het seizoen 2019/20 in de Europa League zouden spelen. Op 8 augustus 2019 maakte Doherty zijn internationale debuut, in de derde kwalificatieronde van de Europa League tegen Pjoenik Jerevan. In deze wedstrijd maakte hij ook zijn eerste internationale doelpunt. Op 19 september 2019 speelde Doherty voor het eerst in een Europees hoofdtoernooi, tegen SC Braga, gevolgd door zijn eerste doelpunt in een Europees hoofdtoernooi, op 28 november 2019 tegen dezelfde tegenstander.
Op 30 augustus 2020 werd bekend gemaakt dat Doherty de overstap maakte van Wolverhampton Wanderers naar Tottenham Hotspur, dat circa zeventien miljoen euro voor hem betaalde. Hij tekende een contract tot medio 2024. In de winterstop van het seizoen 2022/23 verkaste de Ier naar Atlético Madrid, waar hij tot het einde van de jaargang tekende. Na zijn vertrek in de zomer keerde Doherty terug naar Wolverhampton Wanderers, waar hij voor drie seizoenen tekende.

## Clubstatistieken
| Seizoen | Club                    | Competitie       | Competitie | Competitie | Beker | Beker | Internationaal | Internationaal | Totaal | Totaal |
| Seizoen | Club                    | Competitie       | Wed.       | Dlp.       | Wed.  | Dlp.  | Wed.           | Dlp.           | Wed.   | Dlp.   |
| ------- | ----------------------- | ---------------- | ---------- | ---------- | ----- | ----- | -------------- | -------------- | ------ | ------ |
| 2011/12 | Wolverhampton Wanderers | Premier League   | 1          | 0          | 5     | 0     | —              | —              | 6      | 0      |
| 2011/12 | → Hibernian             | Premiership      | 13         | 2          | 4     | 0     | —              | —              | 17     | 2      |
| 2012/13 | → Bury                  | League One       | 17         | 1          | 5     | 2     | —              | —              | 22     | 3      |
| 2012/13 | Wolverhampton Wanderers | Championship     | 13         | 1          | 0     | 0     | —              | —              | 13     | 1      |
| 2013/14 | Wolverhampton Wanderers | League One       | 18         | 1          | 2     | 0     | —              | —              | 20     | 1      |
| 2014/15 | Wolverhampton Wanderers | Championship     | 33         | 0          | 3     | 0     | —              | —              | 36     | 0      |
| 2015/16 | Wolverhampton Wanderers | Championship     | 34         | 2          | 4     | 0     | —              | —              | 38     | 2      |
| 2016/17 | Wolverhampton Wanderers | Championship     | 42         | 4          | 5     | 1     | —              | —              | 47     | 5      |
| 2017/18 | Wolverhampton Wanderers | Championship     | 45         | 4          | 2     | 0     | —              | —              | 47     | 4      |
| 2018/19 | Wolverhampton Wanderers | Premier League   | 38         | 4          | 7     | 4     | —              | —              | 45     | 8      |
| 2019/20 | Wolverhampton Wanderers | Premier League   | 36         | 4          | 3     | 0     | 11             | 3              | 50     | 7      |
| 2020/21 | Tottenham Hotspur       | Premier League   | 17         | 0          | 3     | 0     | 9              | 0              | 29     | 0      |
| 2021/22 | Tottenham Hotspur       | Premier League   | 15         | 2          | 6     | 0     | 5              | 0              | 26     | 2      |
| 2022/23 | Tottenham Hotspur       | Premier League   | 12         | 1          | 2     | 0     | 2              | 0              | 16     | 1      |
| 2022/23 | Atlético Madrid         | Primera División | 2          | 0          | 0     | 0     | 0              | 0              | 2      | 0      |
| 2023/24 | Wolverhampton Wanderers | Premier League   | 30         | 1          | 7     | 2     | —              | —              | 37     | 3      |
| 2024/25 | Wolverhampton Wanderers | Premier League   | 13         | 1          | 2     | 0     | —              | —              | 15     | 1      |
| Totaal  | Totaal                  | Totaal           | 379        | 28         | 60    | 9     | 27             | 3              | 466    | 40     |

Bijgewerkt op 7 januari 2025.

## Interlandcarrière
Doherty maakte op 23 maart 2017 zijn debuut in het Iers voetbalelftal, toen met 1–0 verloren werd van Turkije door een doelpunt van Mehmet Topal. Hij moest van bondscoach Martin O'Neill op de reservebank beginnen en kwam na drieënzestig minuten het veld in voor aanvoerder Séamus Coleman. De andere debutanten dit duel waren Declan Rice (West Ham United) en Scott Hogan (Aston Villa). Doherty maakte op 18 november 2019 zijn eerste interlanddoelpunt. Hij kopte Ierland toen op 1–1 in een in diezelfde cijfers geëindigde kwalificatiewedstrijd voor het EK 2020 tegen Denemarken.
| Interlands van Matt Doherty voor Ierland | Interlands van Matt Doherty voor Ierland | Interlands van Matt Doherty voor Ierland | Interlands van Matt Doherty voor Ierland | Interlands van Matt Doherty voor Ierland | Interlands van Matt Doherty voor Ierland | Interlands van Matt Doherty voor Ierland |
| №                                        | Datum                                    | Wedstrijd                                | Uitslag                                  | Competitie                               | Goals                                    |                                          |
| Als speler bij Wolverhampton Wanderers   | Als speler bij Wolverhampton Wanderers   | Als speler bij Wolverhampton Wanderers   | Als speler bij Wolverhampton Wanderers   | Als speler bij Wolverhampton Wanderers   | Als speler bij Wolverhampton Wanderers   | Als speler bij Wolverhampton Wanderers   |
| ---------------------------------------- | ---------------------------------------- | ---------------------------------------- | ---------------------------------------- | ---------------------------------------- | ---------------------------------------- | ---------------------------------------- |
| 1                                        | 23 maart 2018                            | Turkije – Ierland                        | 1 – 0                                    | Vriendschappelijk                        |                                          |                                          |
| 2                                        | 28 mei 2018                              | Frankrijk – Ierland                      | 2 – 0                                    | Vriendschappelijk                        |                                          |                                          |
| 3                                        | 11 september 2018                        | Polen – Ierland                          | 1 – 1                                    | Vriendschappelijk                        |                                          |                                          |
| 4                                        | 13 oktober 2018                          | Ierland – Denemarken                     | 0 – 0                                    | Nations League 2018/19                   |                                          |                                          |
| 5                                        | 16 oktober 2018                          | Ierland – Wales                          | 0 – 1                                    | Nations League 2018/19                   |                                          |                                          |
| 6                                        | 23 maart 2019                            | Gibraltar – Ierland                      | 0 – 1                                    | EK 2020 kwalificatie                     |                                          |                                          |
| 7                                        | 26 maart 2019                            | Ierland – Georgië                        | 1 – 0                                    | EK 2020 kwalificatie                     |                                          |                                          |
| 8                                        | 12 oktober 2019                          | Georgië – Ierland                        | 0 – 0                                    | EK 2020 kwalificatie                     |                                          |                                          |
| 9                                        | 18 november 2019                         | Ierland – Denemarken                     | 1 – 1                                    | EK 2020 kwalificatie                     | 85'                                      |                                          |
| Als speler bij Tottenham Hotspur         |                                          |                                          |                                          |                                          |                                          |                                          |
| 10                                       | 3 september 2020                         | Bulgarije – Ierland                      | 1 – 1                                    | Nations League 2020/21                   |                                          |                                          |
| 11                                       | 6 september 2020                         | Ierland – Finland                        | 0 – 1                                    | Nations League 2020/21                   |                                          |                                          |
| 12                                       | 8 oktober 2020                           | Slowakije – Ierland                      | 0 – 0                                    | EK 2020 kwalificatie                     |                                          |                                          |
| 13                                       | 11 oktober 2020                          | Ierland – Wales                          | 0 – 0                                    | Nations League 2020/21                   |                                          |                                          |
| 14                                       | 14 oktober 2020                          | Finland – Ierland                        | 1 – 0                                    | Nations League 2020/21                   |                                          |                                          |
| 15                                       | 12 november 2020                         | Engeland – Ierland                       | 3 – 0                                    | Vriendschappelijk                        |                                          |                                          |
| 16                                       | 15 november 2020                         | Wales – Ierland                          | 1 – 0                                    | Nations League 2020/21                   |                                          |                                          |
| 17                                       | 24 maart 2021                            | Servië – Ierland                         | 3 – 2                                    | WK 2022 kwalificatie                     |                                          |                                          |
| 18                                       | 27 maart 2021                            | Ierland – Luxemburg                      | 0 – 1                                    | WK 2022 kwalificatie                     |                                          |                                          |
| 19                                       | 3 juni 2021                              | Andorra – Ierland                        | 1 – 4                                    | Vriendschappelijk                        |                                          |                                          |
| 20                                       | 8 juni 2021                              | Hongarije – Ierland                      | 0 – 0                                    | Vriendschappelijk                        |                                          |                                          |
| 21                                       | 1 september 2021                         | Portugal – Ierland                       | 2 – 1                                    | WK 2022 kwalificatie                     |                                          |                                          |
| 22                                       | 4 september 2021                         | Ierland – Azerbeidzjan                   | 1 – 1                                    | WK 2022 kwalificatie                     |                                          |                                          |
| 23                                       | 7 september 2021                         | Ierland – Servië                         | 1 – 1                                    | WK 2022 kwalificatie                     |                                          |                                          |
| 24                                       | 9 oktober 2021                           | Azerbeidzjan – Ierland                   | 0 – 3                                    | WK 2022 kwalificatie                     |                                          |                                          |
| 25                                       | 12 oktober 2021                          | Ierland – Qatar                          | 4 – 0                                    | Vriendschappelijk                        |                                          |                                          |
| 26                                       | 11 november 2021                         | Ierland – Portugal                       | 0 – 0                                    | WK 2022 kwalificatie                     |                                          |                                          |
| 27                                       | 14 november 2021                         | Luxemburg – Ierland                      | 0 – 3                                    | WK 2022 kwalificatie                     |                                          |                                          |
| 28                                       | 26 maart 2022                            | Ierland – België                         | 2 – 2                                    | Vriendschappelijk                        |                                          |                                          |
| 29                                       | 29 maart 2022                            | Ierland – Litouwen                       | 1 – 0                                    | Vriendschappelijk                        |                                          |                                          |
| 30                                       | 24 september 2022                        | Schotland – Ierland                      | 2 – 1                                    | Nations League 2022/23                   |                                          |                                          |
| 31                                       | 27 september 2022                        | Ierland – Armenië                        | 3 – 2                                    | Nations League 2022/23                   |                                          |                                          |
| 32                                       | 17 november 2022                         | Ierland – Noorwegen                      | 1 – 2                                    | Vriendschappelijk                        |                                          |                                          |
| 33                                       | 20 november 2022                         | Malta – Ierland                          | 0 – 1                                    | Vriendschappelijk                        |                                          |                                          |
| Als speler bij Atlético Madri            |                                          |                                          |                                          |                                          |                                          |                                          |
| 34                                       | 22 maart 2023                            | Ierland – Letland                        | 3 – 2                                    | Vriendschappelijk                        |                                          |                                          |
| 35                                       | 27 maart 2023                            | Ierland – Frankrijk                      | 0 – 1                                    | EK 2024 kwalificatie                     |                                          |                                          |
| 36                                       | 16 juni 2023                             | Griekenland – Ierland                    | 2 – 1                                    | EK 2024 kwalificatie                     |                                          |                                          |
| Als speler bij Wolverhampton Wanderers   |                                          |                                          |                                          |                                          |                                          |                                          |
| 37                                       | 10 september 2023                        | Ierland – Nederland                      | 1 – 2                                    | EK 2024 kwalificatie                     |                                          |                                          |
| 38                                       | 13 oktober 2023                          | Ierland – Griekenland                    | 0 – 2                                    | EK 2024 kwalificatie                     |                                          |                                          |
| 39                                       | 16 oktober 2023                          | Gibraltar – Ierland                      | 0 – 4                                    | EK 2024 kwalificatie                     | 60'                                      |                                          |
| 40                                       | 18 november 2023                         | Nederland – Ierland                      | 1 – 0                                    | EK 2024 kwalificatie                     |                                          |                                          |
| 41                                       | 21 november 2023                         | Ierland – Nieuw-Zeeland                  | 1 – 1                                    | Vriendschappelijk                        |                                          |                                          |
| 42                                       | 23 maart 2024                            | Ierland – België                         | 0 – 0                                    | Vriendschappelijk                        |                                          |                                          |
| 43                                       | 26 maart 2024                            | Ierland – Zwitserland                    | 0 – 1                                    | Vriendschappelijk                        |                                          |                                          |
| 44                                       | 4 juni 2024                              | Ierland – Hongarije                      | 2 – 1                                    | Vriendschappelijk                        |                                          |                                          |
| 45                                       | 11 juni 2024                             | Portugal – Ierland                       | 3 – 0                                    | Vriendschappelijk                        |                                          |                                          |
| 46                                       | 7 september 2024                         | Ierland – Engeland                       | 0 – 2                                    | Nations League 2024/25                   |                                          |                                          |
| 47                                       | 10 september 2024                        | Ierland – Griekenland                    | 0 – 2                                    | Nations League 2024/25                   |                                          |                                          |
| 48                                       | 14 november 2024                         | Ierland – Finland                        | 1 – 0                                    | Nations League 2024/25                   |                                          |                                          |

Bijgewerkt op 7 januari 2025.

## Erelijst
| League One   | 1 | 2013/14 |
| Championship | 1 | 2017/18 |